# Manuel Tello Amondareyn

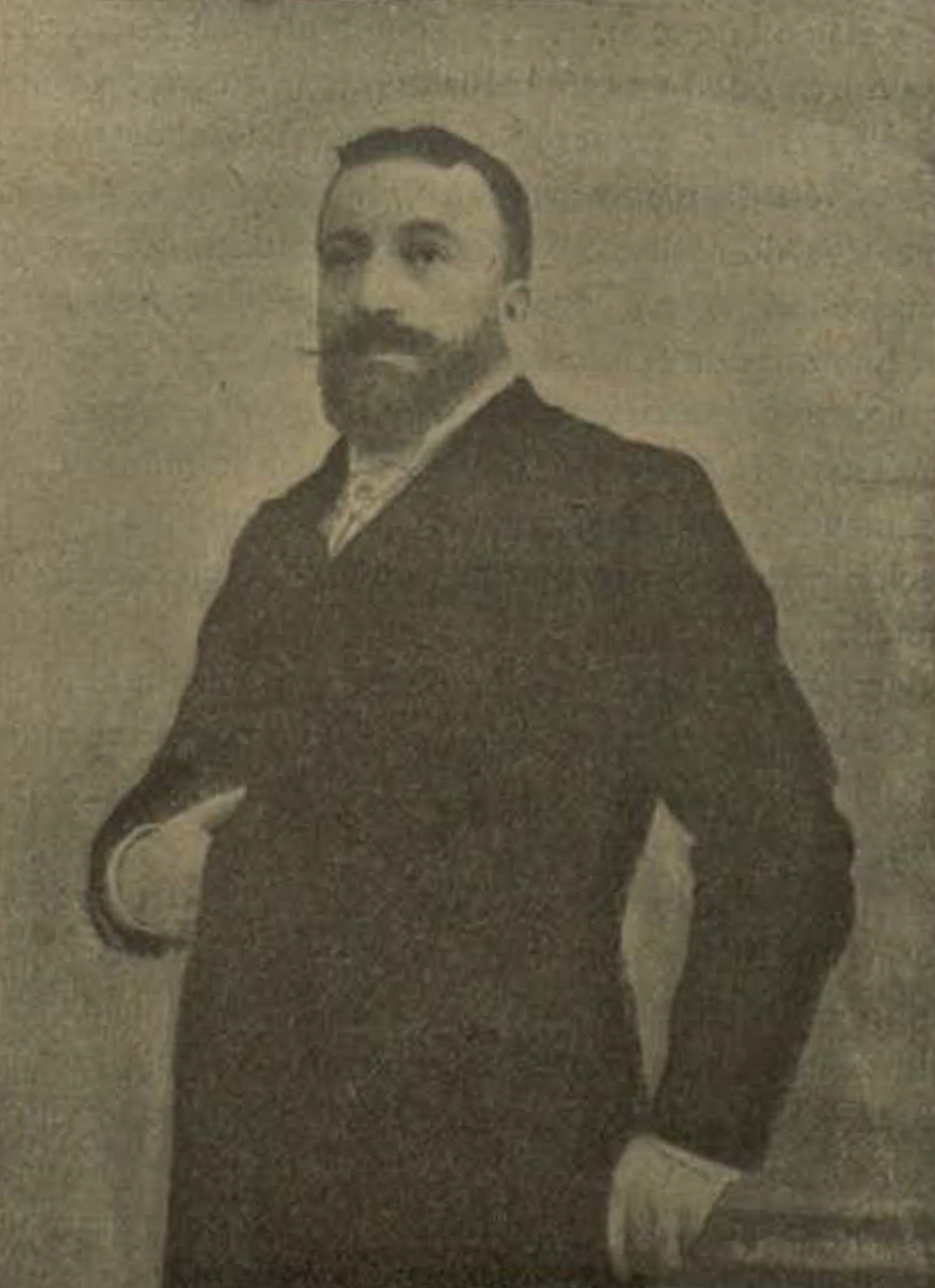
Retrato de Manuel Tello Amondareyn

Manuel Tello Amondareyn (1849-1897) fue un periodista español. 

## Biografía
Habría nacido en la localidad turolense de Crivillén el 1 de marzo de 1849. Dirigió La Publicidad a finales de la década de 1870 y la Revista de España entre 1890 y 1892.
En 1875, fue uno de los redactores de la revista literaria  Cervántes [sic], dirigida por José M. Casenave. Fue colaborador de varias publicaciones, como La Iberia, La Violeta, El Trovador del Ebro, El Republicano y El Eco de las Provincias.
En febrero de 1881, La Iberia informó sobre el previsible indulto a «su antiguo compañero... sentenciado, como saben nuestros lectores, a cuatro meses de arresto por supuestas injurias inferidas al Ayuntamiento de Barcelona en 1878, cuando nuestro amigo dirigía el periódico La Publicidad». Falleció el 27 de marzo de 1897 en Madrid.